# Anton Smolski
Anton Andrejewicz Smolski (biał. Антон Андрэ́евіч Смольскі; ur. 16 grudnia 1996 w Kopylu) – białoruski biathlonista, wicemistrz olimpijski w biegu indywidualnym (2022). Pierwszy sukces w karierze osiągnął w 2017 roku, kiedy podczas mistrzostw świata juniorów w Osrblie zdobył brązowy medal w biegu pościgowym. W Pucharze Świata zadebiutował 26 listopada 2017 roku w Östersund, gdzie zajął jedenaste miejsce w sztafecie mieszanej. Pierwsze punkty zdobył 11 stycznia 2019 roku w Oberhofie, zajmując 26. miejsce w sprincie. Na podium zawodów tego cyklu pierwszy raz stanął 10 grudnia 2021 roku w Hochfilzen, kończąc rywalizację w sprincie na trzeciej pozycji. Wyprzedzili go jedynie Niemiec Johannes Kühn i Martin Ponsiluoma ze Szwecji.
W 2018 roku wystartował na igrzyskach olimpijskich w Pjongczangu, zajmując 35. miejsce w sprincie, 33. miejsce w biegu pościgowym oraz ósme w sztafecie. Na rozgrywanych rok później mistrzostwach świata w Östersund uplasował się na 58. pozycji w biegu indywidualnym, 77. w sprincie, dziesiątej w sztafecie oraz trzynastej w sztafecie mieszanej. Podczas mistrzostw świata w Anterselvie w 2020 roku był między innymi dziewiąty w sztafecie, 12. w sztafecie mieszanej oraz 15. w sprincie.

## Osiągnięcia

### Zimowe igrzyska olimpijskie
| Rok  | Miejscowość | Konkurencje | Konkurencje | Konkurencje | Konkurencje | Konkurencje | Konkurencje | Konkurencje |
| Rok  | Miejscowość | IN          | SP          | PU          | MS          | RL          | MR          | SR          |
| ---- | ----------- | ----------- | ----------- | ----------- | ----------- | ----------- | ----------- | ----------- |
| 2018 | Pjongczang  | –           | 35.         | 33.         | –           | 8.          | –           | nd.         |
| 2022 | Pekin       | 2.          | 10.         | 14.         | 17.         | 8.          | 6.          | nd.         |

### Mistrzostwa świata
| Rok  | Miejscowość | Konkurencje | Konkurencje | Konkurencje | Konkurencje | Konkurencje | Konkurencje | Konkurencje |
| Rok  | Miejscowość | IN          | SP          | PU          | MS          | RL          | MR          | SR          |
| ---- | ----------- | ----------- | ----------- | ----------- | ----------- | ----------- | ----------- | ----------- |
| 2019 | Östersund   | 58.         | 77.         | –           | –           | 10.         | 13.         | –           |
| 2020 | Anterselva  | 34.         | 15.         | 38.         | –           | 9.          | 12.         | –           |
| 2021 | Pokljuka    | 29.         | 33.         | 34.         | –           | 9.          | 14.         | –           |

### Mistrzostwa świata juniorów
| Rok  | Miejscowość | Konkurencje | Konkurencje | Konkurencje | Konkurencje | Konkurencje | Konkurencje | Konkurencje |
| Rok  | Miejscowość | IN          | SP          | PU          | MS          | RL          | MR          | SR          |
| ---- | ----------- | ----------- | ----------- | ----------- | ----------- | ----------- | ----------- | ----------- |
| 2015 | Mińsk       | –           | 53.         | 42.         | nd.         | –           | nd.         | nd.         |
| 2017 | Osrblie     | 20.         | 4.          | 3.          | nd.         | 7.          | nd.         | nd.         |

### Puchar Świata

#### Miejsca w klasyfikacji generalnej
| Sezon     | Miejsce |
| --------- | ------- |
| 2017/2018 | -       |
| 2018/2019 | 87.     |
| 2019/2020 | 36.     |
| 2020/2021 | 26.     |
| 2021/2022 | 19.     |

#### Miejsca na podium chronologicznie
| Lp. | Dzień       | Rok  | Miejscowość | Konkurencja               | Lokata | Pudła   | Czas biegu | Strata | Zwycięzca              |
| --- | ----------- | ---- | ----------- | ------------------------- | ------ | ------- | ---------- | ------ | ---------------------- |
| 1.  | 10 grudnia  | 2021 | Hochfilzen  | Sprint na 10 km           | 3.     | 0+0     | 26:05,0    | +20,5  | Johannes Kühn          |
| 2.  | 13 stycznia | 2022 | Ruhpolding  | Sprint na 10 km           | 3.     | 0+1     | 23:23,7    | +32,1  | Quentin Fillon Maillet |
| 3.  | 16 stycznia | 2022 | Ruhpolding  | Bieg pościgowy na 12,5 km | 3.     | 1+1+0+0 | 31:30,6    | +13,1  | Quentin Fillon Maillet |